# Frumenzio
Frumenzio (in ge'ez ፍሬምናጦስ frēmnāṭōs; Tiro, IV secolo – Axum, 383 circa) è stato un vescovo etiope, venerato come santo dalla Chiesa Ortodossa Etiope, dalla Chiesa copta Ortodossa, dalla Chiesa ortodossa orientale e dalla Chiesa cattolica.
Di origine siriaca e di cultura greca, introdusse il cristianesimo nel Regno di Axum convertendo re Ezana. Fu il primo Abuna di Axum, consacrato dal patriarca copto Atanasio nel 328. Venne chiamato Abuna Salama (il «Padre della Pace») nella tradizione etiope.

## Biografia

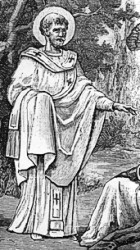
San Frumenzio del Regno di Axum

La sua vita è raccontata nella Storia ecclesiastica di Rufino di Aquileia (I, 9; storia ripresa da Socrate di Costantinopoli, I, 19; da Sozomeno, II, 24; da Teodoreto di Cirro, I, 22). Suo zio, il filosofo Merope di Tiro, decise di visitare l'India dopo il pellegrinaggio di Metrodoro, avvenuto durante il regno di Costantino I. Fu accompagnato dai suoi due nipoti, Frumenzio e il fratello Edesio, che erano ancora bambini. Mentre ritornavano dal viaggio, fecero una sosta nel porto del Regno di Axum, all'epoca in un periodo di tregua con l'Impero romano. La loro nave fu attaccata ed essi furono resi prigionieri dalla popolazione in un porto del mar Rosso.
Merope e l'equipaggio furono uccisi, mentre Frumenzio ed Edesio furono risparmiati dalla compassione delle genti locali a causa della loro giovane età. Resi schiavi, furono condotti al cospetto del re di Axum, che fece di Edesio il proprio coppiere, mentre Frumenzio, ritenuto perspicace e prudente, divenne amministratore dei beni del regno. Poco prima della sua morte, il re li liberò, la regina li pregò di rimanere per aiutare lei e l'erede non ancora adulto Ezana a governare il paese. Nonostante fossero liberi di tornare in patria, i due rimasero ad Axum. Durante questo periodo Frumenzio cominciò a interessarsi alla vita della comunità cristiana presente nel regno. Grazie a Frumenzio fu concesso ai cristiani il permesso di edificare chiese (dove potevano entrare anche i mercanti stranieri di passaggio), di praticare la loro fede apertamente e di evangelizzare la popolazione.
Dopo che Ezana raggiunse la maggiore età, Edesio e Frumenzio decisero di lasciare il regno di Axum. Edesio tornò a Tiro in Libano ad abbracciare la propria famiglia. Frumenzio, che pensava solo alla missione di condurre l'Etiopia alla conversione, si recò ad Alessandria per mettere al corrente di quello che stava accadendo in Etiopia. Qui, dopo aver radunato un concilio di vescovi del patriarcato di Alessandria, il patriarca d'Alessandria Atanasio disse:
(Rufino, Storia ecclesiastica,I,10,380-382.)
Così Frumenzio fu consacrato vescovo (in una data compresa fra il 328 e il 346) e, dopo aver raccolto un nutrito numero di missionari, ritornò in Etiopia per continuare l'evangelizzazione. Al suo arrivo in Etiopia fu chiamato Kesate Birhan «rivelatore della luce» e Abuna Selama cioè «padre della pace», divenendo così il primo Abuna della Chiesa ortodossa etiope. Gli Etiopi, scrive Rufino, «si convertirono in numero infinito».
Nel 357, dopo la condanna e la fuga di Atanasio, Costanzo II scrisse una lettera al re d'Etiopia Ezana e a suo fratello Sazana, chiedendo loro di inviare Frumenzio ad Alessandria presso il nuovo patriarca Giorgio di Cappadocia (di confessione semi-ariana), che avrebbe esaminato il caso, ricordando che la nomina a vescovo di Frumenzio era stata voluta da Atanasio, «uomo colpevole di più di diecimila colpe» già deposto durante il primo concilio di Tiro nel 335. Con tutta probabilità Frumenzio non rispose all'appello dell'imperatore.
La Chiesa ortodossa etiope celebra la festa di San Frumenzio il 1º agosto, la Chiesa copta ortodossa il 18 dicembre, le Chiese ortodosse orientali il 30 novembre, ed è venerato dalla Chiesa cattolica romana il 27 ottobre. Tradizioni etiopi accreditano Frumenzio come il primo traduttore in ge'ez del Nuovo Testamento.

## Fonti
La fonte principale della vita di Frumenzio è Rufino d'Aquileia, da cui derivano tutte le altre fonti, che nella sua Storia ecclesiastica scrive:
(Rufino, Storia ecclesiastica, I,10,388-390.)
Altre fonti indipendenti sono una lettera che Atanasio di Alessandria scrisse a Costanzo II in sua difesa e una lettera che Costanzo II inviò al re di Etiopia Ezana e a suo fratello Sazana.
Nel Martirologio Romano è scritto: In Etiopia, san Frumenzio, vescovo, che fu dapprima prigioniero e, ordinato poi vescovo da sant'Atanasio, propagò il Vangelo in questo Regno.